# Hybocamenta kivuana
Hybocamenta kivuana är en skalbaggsart som beskrevs av Louis Burgeon 1945. Hybocamenta kivuana ingår i släktet Hybocamenta och familjen Melolonthidae. Inga underarter finns listade i Catalogue of Life.